# Nachtflug (Exupéry)

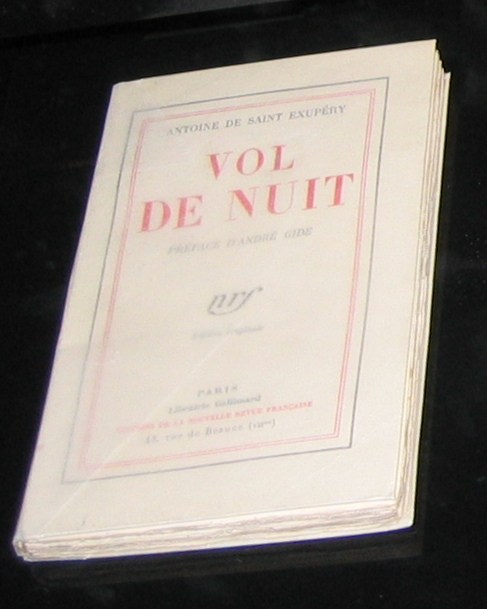

Nachtflug ist ein Roman des französischen Schriftstellers Antoine de Saint-Exupéry, der im Dezember 1931 erschienen ist.

## Handlung
Der Postflieger Fabien muss in einer Nacht aufgrund eines von ihm unvorhergesehenen Zyklons über Argentinien in seiner Maschine um sein Leben kämpfen. Am Boden verfolgt Rivière, sein Vorgesetzter, der ihn letztendlich veranlasst hat, diesen riskanten Flug zu unternehmen, den Funkverkehr und wird sich seiner Verantwortung als Vorgesetzter bewusst. Auch Fabiens Frau verfolgt beunruhigt den Flug ihres Mannes. Die Situation für Fabien wird immer aussichtsloser, am Ende fliegt er mit einem fast leeren Benzintank über dem Unwetter, das den gesamten südamerikanischen Kontinent bedeckt. Irgendwann bricht der Funkkontakt zum Boden ab, und in der Zentrale kann Rivière nur noch berechnen, wann Fabien wohl abstürzen wird. Dieser Flug stellt das Weltbild Rivières, der bis dato an das „Réglement“, die strenge Einhaltung des Flugplans, geglaubt hatte, in Frage. Das Schicksal Fabiens wird nicht weitererzählt, aber die Handlung lässt keinen Zweifel daran, dass Fabien sterben wird.

## Deutung
Das zentrale Thema des Werks ist die Frage, ob es eine Instanz (das „Réglement“, der Flugplan) gibt, die höher zu bewerten ist als ein Menschenleben.
Zur Entstehungszeit, der Pionierzeit der Luftfahrt, wurden Flugunternehmen immer risikobereiter und versuchten durch Nachtflüge, die konkurrierenden Verkehrsmittel wie Eisenbahn und Schifffahrt auszustechen. Doch die Technik war für nächtliche Flüge bei weitem noch nicht ausgereift und so stellte jeder Flug ein unkalkulierbares Risiko dar. Das Überleben des Piloten hing oft nur von günstiger Witterung ab.
Saint-Exupéry war selbst Postflieger und hat in diesem Roman seine Erlebnisse und Zweifel an dem Sinn dieses tödlichen Wettstreits verarbeitet.
Am deutlichsten werden diese Zweifel in der Person des Flugdirektors Rivière, der zunächst fest daran glaubt, dass Fabien unbedingt rechtzeitig ankommen muss, um die Pünktlichkeit des Anschlussfluges nicht zu gefährden, und dann doch sein Weltbild zusammenbrechen sieht, als er merkt, dass er Fabien in den Tod geschickt hat: „Wir wollen nicht ewig leben, aber wir wollen nicht alles Tun und alle Dinge plötzlich jeden Sinn verlieren sehen. Dann zeigt sich die Leere, die uns umgibt.“
Allgemein erfährt der Leser am meisten über das Innenleben Rivières, der in dieser Nacht immer wieder philosophische Überlegungen anstellt.
Beispiele hierfür sind:
- „Es gibt keine Lösungen im Leben. Es gibt Kräfte in Bewegung, die muss man schaffen, die Lösungen folgen nach.“
- „Was geht so alles in der Menge an einem vorbei. So mancher vielleicht, der einem gar nicht auffällt und der dennoch Kunde trägt von Ungewöhnlichem. Und ohne es selbst zu wissen.“

Im Gegensatz dazu erträgt Fabien, der Pilot, die Situation mit Ruhe, beinahe stoischer Gelassenheit, und genießt sogar das Licht der Sterne, als er die dichte Wolkendecke durchbricht und, zwar dem Tode geweiht, aber dennoch vorläufig dem Sturm entkommen, über dem Unwetter fliegt. Er behält stets die Fassung und erträgt sein Schicksal mit Würde. Er entspricht also einer verbreiteten Vorstellung von einem Helden.

## Echo in der Öffentlichkeit
Das Werk, der zweite Roman von Antoine de Saint-Exupéry nach Südkurier (1929), war ein großer Erfolg. 1931 wurde es mit dem Prix Femina ausgezeichnet.
Der Roman wurde 1933 unter anderem mit Clark Gable und Helen Hayes verfilmt.
Dennoch gab es auch Kritik, vor allem aus Pilotenkreisen, die über ihre Rolle und die des Direktors, für dessen Figur Didier Daurat, der Direktor der französischen Fluggesellschaft, als Vorbild gedient hatte, diskutierten. Vielen erschien die Darstellung zu tragisch und zu heroisch. Diese Kritik stürzte Saint-Exupéry, der diesbezüglich sehr empfindlich war, in eine neun Jahre andauernde schriftstellerische Krise. Erst 1939 veröffentlichte er wieder ein Buch (Wind, Sand und Sterne).

## Deutschsprachige Hörspielbearbeitungen
- 1947: Nachtflug – Regie: Günther Schnabel, mit Hans Paetsch als Fabien und Heinz Klevenow als Direktor Rivière (NWDR)
- 1948: Nachtflug – Regie: Karl Peter Biltz, mit Alois Garg als Fabien und Wolfgang von Rotberg als Direktor Rivière (SWF)
- 1952: Nachtflug – Regie: Paul Land, mit Kurt Haars als Pilot Glock und Paul Hoffmann als Chef (SDR)
- 1955: Nachtflug – Regie: Hans Krendlesberger (ORF Oberösterreich)
- 1970: Nachtflug – Bearbeitung und Regie: Hans Krendlesberger, mit Klausjürgen Wussow als Fabien Corbet und Paul Hoffmann als Direktor Rivière (ORF Wien)
- 2025: Nachtflug – Bearbeitung und Regie: Karl Markovics (ORF), mit Silvia Meisterle als Erzählerin, Johannes Zeiler als Rivière, Paul Matić als Leroux, Martin Vischer, Fabien und Nils Arztmann als Funker und Alina Fritsch als Simone Fabien.

Quellen: ARD- und OE1-Hörspieldatenbank

## Deutsche Ausgaben
- Übers. Hans Reisiger, Vorwort André Gide. S. Fischer, Berlin 1932 und 1939 und 1943 im arisierten S. Fischer Verlag, der damals den Namen Suhrkamp-Verlag trug. Zahlreiche Neuauflagen im S. Fischer Verlag in der Bundesrepublik, zuletzt 2015 als Taschenbuch mit der ISBN 978-3-596-90594-2[1]
  - DDR-Ausgabe: Übers. Henrik Becker. Verlag Volk und Welt, Berlin 1985
- Neuausgabe mit Übersetzung Annette Lallemand.[2] Karl Rauch, Düsseldorf 2017, ISBN 978-3-7920-0072-4

## Notizen
1. ↑  Das Vorwort auszugsweise in Verena von der Heyden-Rynsch Hg.: Vive la littérature! Französische Literatur der Gegenwart. Hanser, München 1989, S. 168f.
2. ↑  Lallemand in der Übersetzer-Datenbank des VdÜ, 2019. Lallemand, Jahrgang 1938, ist 2014 von der französischen Regierung zum „Chevalier“ des Ordre des Arts et des Lettres in der Sparte „Nicht-Franzosen“ ernannt worden, zusammen mit Walter Heun und Markus Wörl.